# 평택시의 시외버스
평택시의 시외버스는 평택고속버스터미널과 평택시외버스터미널을 중심으로 버스가 운행되고 있으며, 그 외에 송탄동의 송탄시외버스터미널, 안중읍에 위치한 안중시외버스터미널 등 여러 거점에 버스 터미널이 존재하며, 다른 읍·면과 주요 거점에 시외버스정류장이 설치되어 운영되고 있다.

## 평택고속버스터미널

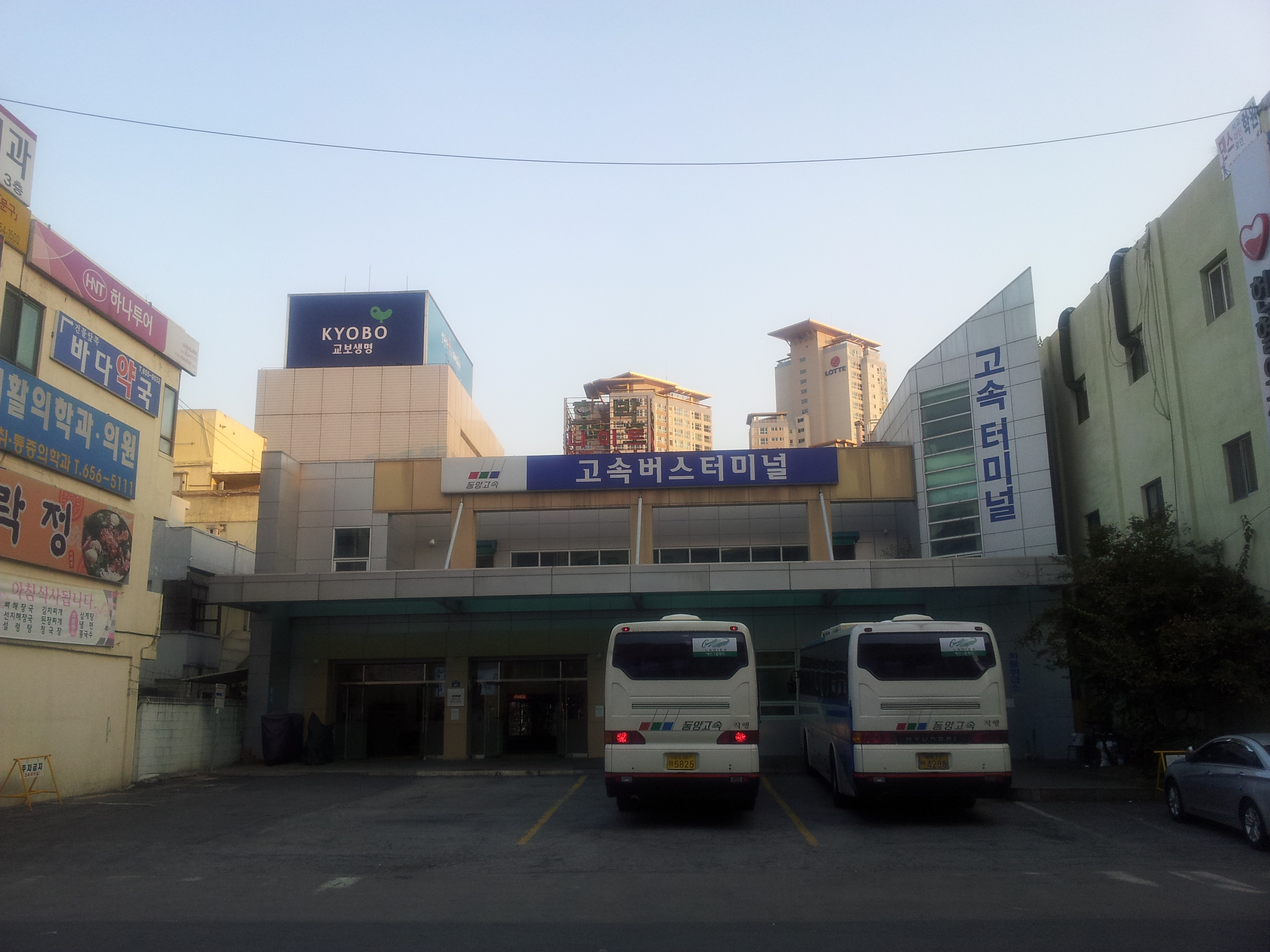
평택고속버스터미널

평택고속버스터미널은 경기도 평택시 평택로39번길 40(평택동 55-5)에 있는 고속버스 터미널이다. 1980년 4월 23일에 건축되었으며, 동양고속에서 운영하고 있다. 단층 철근콘크리트 건물과 승하차장, 박차장, 경정비시설 등을 갖추고 있다. 고속버스 전산망상의 터미널 번호는 180이다. 운행 노선은 서울고속버스터미널로 운행되는 노선이 유일하다.
| 운행 노선       | 운행업체          | 운행구간 | 운행구간 | 운행구간 | 경유지             | 배차 간격 (분) | 시간표                                          |
| --------------- | ----------------- | -------- | -------- | -------- | ------------------ | -------------- | ----------------------------------------------- |
| 평택 ↔ 서울경부 | 금호고속 동양고속 | 평택     | ↔        | 서울경부 | 평택대학교, 용이동 | 20             | 첫차: 06:00 (평택 기준) 막차: 22:30 (평택 기준) |

## 평택시외버스터미널

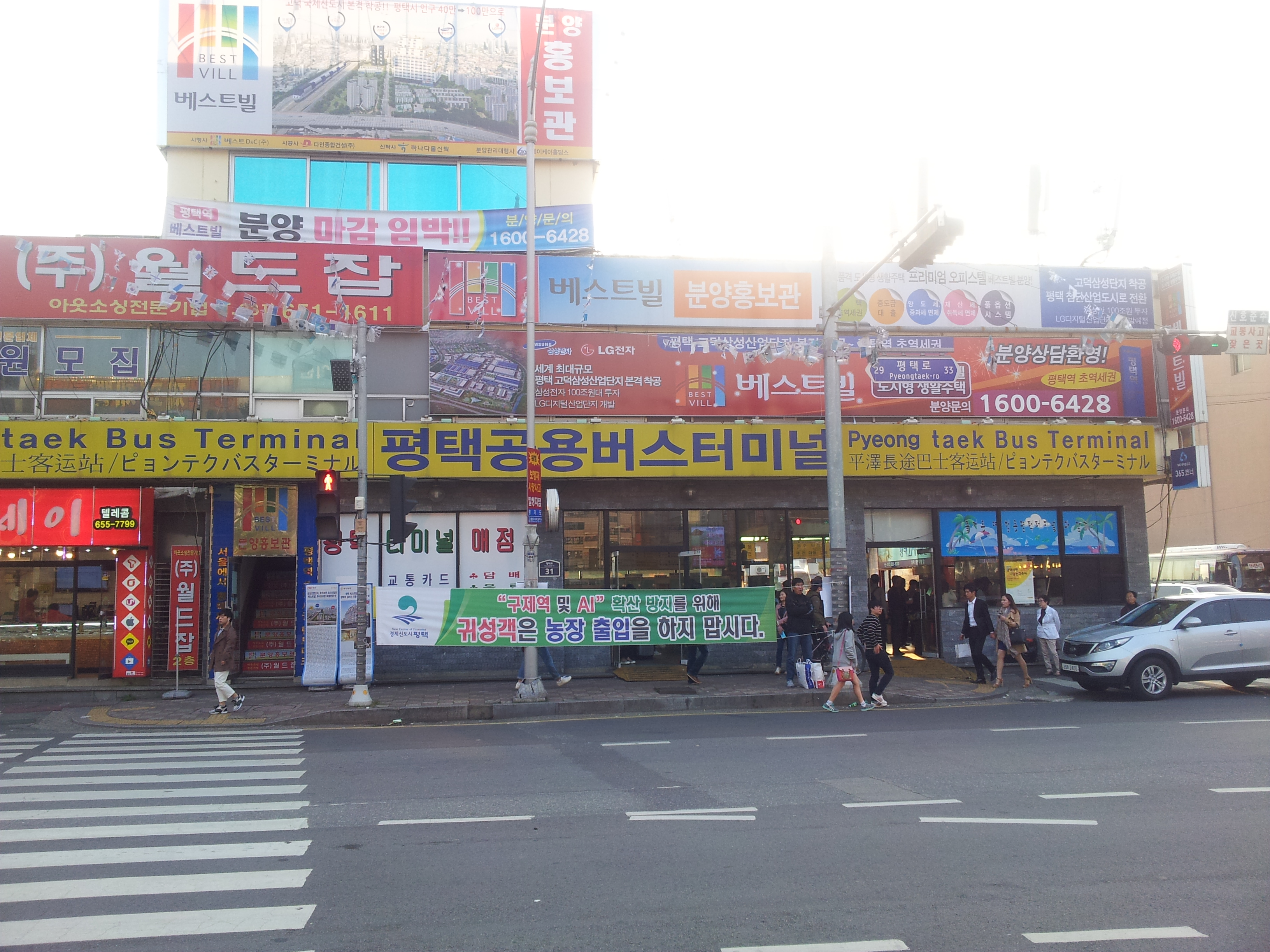
평택시외버스터미널

평택시외버스터미널은 대한민국 경기도 평택시 평택로 31(평택동 185-245번지)에 위치한 시외버스 터미널이다. 1980년 8월 27일에 건립되었으며, (주)동은피에프에서 운영하고 있다. 고속버스 전산망상의 터미널 번호는 178이다.
| 방면        | 행선지 |
| ----------- | --- |
| 수도권 방면 | 가락시장, 가평, 강화, 고양, 고양화정, 공도, 김포, 김포공항, 동두천, 동탄, 동서울, 발안, 상록수역, 서울남부, 성남, 송내역, 송도, 송탄, 수원, 안산, 안성, 안중, 의정부, 인천, 인천국제공항, 일죽, 잠실, 장지역, 죽산, 중앙대(안성), 청북, 청평, 해군기지 |
| 강원권 방면 | 강촌, 강릉, 문막, 속초, 원주, 춘천 |
| 충청권 방면 | 감곡, 기지시, 남서울대, 당진, 대전, 목계, 백운, 봉양, 산척, 삽교천, 생극, 성환, 세종, 신평, 엄정, 용원, 용포, 제천, 주덕, 천안, 청주, 충주 |
| 호남권 방면 | 광주, 군산, 전주 |
| 영남권 방면 | 거제 구미, 동대구 |

## 송탄시외버스터미널
송탄시외버스터미널은 경기도 평택시 지산로 25 (지산동 773-7)에 위치한 시외버스 터미널이다.
원래 이 터미널은 지산동 763-3에 위치하고 있었으나 1993년 1월26일에 현 위치로 이전하였다. 구 터미널 자리에는 국민은행건물이 들어섰다.
| 방면        | 행선지 |
| ----------- | --- |
| 수도권 방면 | 가락시장, 가평, 강화, 고양, 공도, 김포공항, 대림동산, 동두천, 동탄, 동서울, 남서울, 성남, 송도, 수원, 안성, 의정부, 인천, 인천국제공항, 일죽, 잠실, 죽산, 청평, 평택 |
| 강원권 방면 | 강촌, 강릉, 문막, 속초, 원주, 춘천 |
| 충청권 방면 | 감곡, 대전, 생극, 제천, 청주, 충주 |
| 호남권 방면 | 광주, 군산, 전주 |

## 안중시외버스터미널
안중시외버스터미널은 경기도 평택시 안중읍 안현로서9길 14-4 (현화리 434-5번지)에 위치한 대한민국의 시외버스터미널이다.
원래는 안중읍 안중리 233-1번지 일대에 있었으나 시가지 한복판에 위치하고 부지도 비좁아서 2002년부터 이전 계획을 세웠다. 현재 터미널은 2010년 3월에 착공을 시작하여 같은 해 8월 20일에 완공하였다. 완공하자마자 새 건물로 이전하여 운영을 시작하였다.
| 방면        | 행선지                                                                                     |
| ----------- | ------------------------------------------------------------------------------------------ |
| 수도권 방면 | 서울남부, 부천, 서수원, 수원, 수원역, 안산, 인천, 인천국제공항, 장안대, 평택, 평택대, 향남 |
| 충청권 방면 | 기지시, 당진, 삽교천(운정), 신평                                                           |

## 평택시의 간이정류소
평택시는 그 면적이 넓기 때문에 터미널이 존재하는 안중읍과 송탄동 등을 제외하고 일부 지역에서 시외버스를 이용하기 위해 평택시 중심에 위치한 터미널로 이동해야 하기 때문에 중간 간이정류장이 운영되고 있다. 대표적인 곳으로는 평택대학교 앞에 위치한 평택대시외버스정류장이며 그 외에 용이동, 서정동(서정리) 등에 존재한다. 그러나 팽성읍과 같이 아산시의 시내버스와 평택시의 시내버스가 상시운행하거나 외곽 지역은 면소재지에 간이정류소가 없는 곳이 많다.

### 평택대시외버스정류장
평택대시외버스정류장은 경기도 평택시 서동대로 3826 (소사동 4-3)에 위치한 대한민국의 시외버스정류장이다. 고속버스 전산망상의 터미널 번호는 175이다.
평택고속버스터미널과 평택시외버스터미널에서 출발한 버스 노선 중 경부고속도로를 이용하는 노선이 안성 나들목으로 오가는 도중에 정차한다.

### 용이동시외버스정류장
용이동시외버스정류장은 2015년 2월 2일에 신설된 시외버스정류장이다. 별도 매표소가 존재하지 않으며 현금 및 교통카드를 이용해 승차한다. 고속버스 전산망상의 터미널 번호는 174이다.